# Mauk Weber
Bartholomeus Maurits Weber (L'Aia, 1º marzo 1914 – L'Aia, 14 aprile 1978) è stato un calciatore olandese, di ruolo difensore.